# Elisa Silva
Elisa Silva (Madeira, Portugal, 7 de mayo de 1999) es una cantante portuguesa. En 2020, ganó el concurso musical portugués Festival RTP da Canção con la canción "Medo de sentir".

## Biografía
Elisa Silva nació en la isla de Madeira y comenzó en el mundo de la música siendo una niña. Participó en varios festivales locales y se inspiró en la música de las décadas de 1960, 1970 y 1980, y en artistas como Los Beatles, Queen, Eagles o ABBA.
A los 17 años, comenzó a estudiar jazz en el Conservatório da Madeira. Más tarde, estudió música en Lisboa y firmó un contrato discográfico con Warner.
En 2020, Elisa fue una de los participantes del concurso musical portugués Festival da Canção, organizado anualmente por la radiodifusora lusa RTP. Finalmente, ganó la final del 7 de marzo con la canción "Medo de sentir" e iba a representar a Portugal en el Festival de Eurovisión 2020, celebrado en Róterdam, Países Bajos. Sin embargo, el festival fue cancelado debido a la pandemia de COVID-19.